# Остен-Сакен, Ерофей Кузьмич
Ерофе́й Кузьми́ч фон О́стен-Са́кен (Ульрих Иеронимус Казимир фон дер Остен-Сакен; 1748 — 1807) — барон, русский военачальник, генерал-майор, кавалер  ордена св. Георгия IV-й степени, немец.

## Военная служба
Принят в службу 24 ноября 1771 года — сразу в чин секунд-майора Рижского карабинерного полка сверх комплекта. С 22 сентября 1779 года по 1787 год — премьер-майор Каргопольского карабинерного полка,  В 1787 году в том же звании переведён в Псковский драгунский полк.

### Георгиевский кавалер
14 июля 1788 года был произведен в подполковники Псковского драгунского полка сверх комплекта, с полком совершил турецкую кампанию 1788 — 1791 года. Участвовал в Русско-шведской войне, за что был 27 мая 1790 года награждён орденом св. Георгия 4-й ст.
Во уважение на усердную службу при Шведском наступлении 24 мая на Саивтайпольский пост, когда отличным мужеством ободрил подчиненных и поспешествовал к получению победы.
 При Павле I произведён в шефы Псковского драгунского полка, служил в указанной должности с 25 сентября 1798 года по 11 марта 1799 года, когда отправлен императором в отставку.

### Гусарский генерал
В 1802 году в чине генерал-майора назначен шефом Елисаветградского гусарского полка, которым командовал до самой своей смерти.

#### Война Третьей коалиции
С полком принимал участие в войне третьей коалиции и едва не погиб во время Аустерлицкого сражения. Елисаветградский гусарский полк, во главе со своим шефом, вместе с несколькими другими полками, атаковал французских кирасир, но был опрокинут, когда французы, расступившись, дали скрытой за ними артиллерийской батерее возможность произвести залп по елисаветградцам практически в упор. Барону Остен-Сакену удалось снова собрать своих людей и вторично повести на неприятеля. Однако французская кавалерия и на этот раз проделали тот же трюк; гусары не выдержали, дрогнули, повернулись и побежали. Напрасно барон Остен-Сакен старался их удержать и повернуть на неприятеля. Тогда видя, что ничем нельзя остановить бегущих гусар, он обратился к своему адъютанту — 19-летнему Карлу Мердеру, и сказал: 
Я более срамиться не в состоянии.
Остановившись, он вскоре (вместе с Мердером) был окружен французскими кирасирами и завязал с ними отчаянную схватку. Тяжело раненый в голову и сбитый с лошади, он был взят в плен, причём победители заставили его бежать вместе с их лошадьми, ведя его за ремень ташки и — подкалывая для скорости в спину палашами, пока ташечный ремень не оборвался — и Остен-Сакен не упал на поле без сознания.  К счастью его, он был вскоре подобран подоспевшими подчинёнными под командованием поручика Сотникова, отогнавшими французов. После этого случая барон Остен-Сакен уже никогда не смог оправиться от ран. По словам его сына: 
Отца моего подняли без чувств. Сотников хотел оторвать висевшую часть затылка, но повредил только ране, и приложил висевший кусок на свое место, вместе с волосами. Отца моего без чувств перевалили через лошадь спешенного камердинера и привезли в полк, а оттуда отнесли на перевязочный пункт. Рана на голове несколько дней подвергалась антонову огню; пораженные места вырезывались; через много времени рана затянулась, и отец мой, с расстроенным вконец здоровьем и ослаблением зрения, жил еще три года.

#### Война Четвёртой коалиции
В войне Четвёртой коалиции номинально командовал полком до 1 января 1807 года. Упомянут в документах скончавшимся на эту дату.

## Семья
Был женат на Анне Ефимовне, урождённой Тозлуковой (ум. после 1837), в браке имел трёх сыновей:
- барон Пётр Ерофеевич Остен-Сакен (1777—1812), погиб в Бородинской битве, командуя Харьковским драгунским полком.
- барон, позднее — граф Дмитрий Ерофеевич Остен-Сакен (1790—1881), генерал от кавалерии, генерал-адъютант, член Государственного совета.
- барон Павел Ерофеевич Остен-Сакен (1800—1855), в 1828-1830 гг. служил на Кавказе, капитан Нижегородского драгунского полка, впоследствии отставной майор, помещик Херсонской губернии; женат на младшей дочери «следующего» шефа Елисаветградского гусарского полка генерал-майора А. М. Всеволожского Евдокии.